# Bridget A. Brink

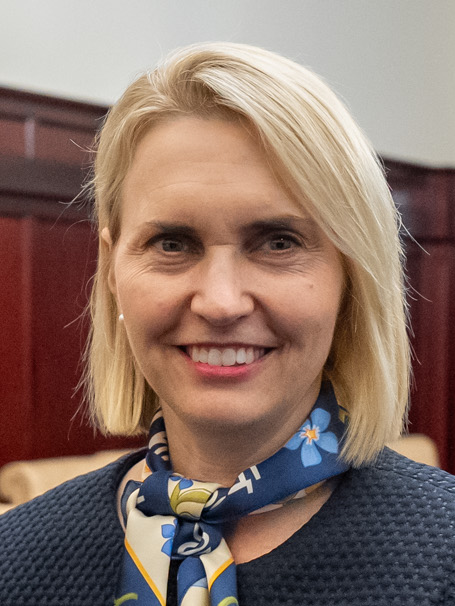
Bridget Brink (2024)

Bridget Ann Brink é uma diplomata americana que serve como embaixadora dos Estados Unidos na Eslováquia. Ela foi indicada pelo presidente Donald Trump em 29 de maio de 2019 e apresentou as suas credenciais no dia 20 de agosto de 2019.

## Infância e educação
Brink é natural de Michigan, filha de John e Gwen Brink. Brink é bacharel em Ciências Políticas pelo Kenyon College, bem como dois diplomas de mestrado em Relações Internacionais e Teoria Política pela London School of Economics.

## Biografia
Brink serviu como Chefe Adjunta da Missão na Embaixada dos EUA em Tashkent, Uzbequistão, de 2014 até agosto de 2015, quando se tornou Secretária Adjunta Adjunta no Departamento de Assuntos Europeus e Eurasiáticos. Brink foi então nomeada embaixadora dos EUA na Eslováquia. Além de inglês, Brink fala russo, sérvio, georgiano e francês.
Brink apresentou as suas credenciais à presidente Zuzana Čaputová no dia 20 de agosto de 2019.